# SDKbiler
SDKbiler ApS er en dansk bilforhandler- og autoværkstedskæde med seks afdelinger i Nordjylland og hovedkvarter i Aalborg. De forhandler, markedsfører, servicerer og vedligeholder personbiler og varebiler af mærket Toyota. SDKbiler har afdelinger i Aalborg, Nørresundby, Brønderslev, Hjørring, Frederikshavn og Skagen. 
Virksomheden blev grundlagt i 1930 af Søren Dengsø Kjærsgaard. Fra 1968 - 2003 var virksomheden drevet af Erik Kjærsgaard. I dag ledes virksomheden af 3. generation Poul Kjærsgaard. I 2024 havde de ca. 125 ansatte.